# James Dewar
Sir James Dewar FRS (20 september, 1842 – 27 mars, 1923) var en skotsk kemist och fysiker.  Han är troligen mest känd för sin uppfinning av dewarflaskan eller termosen, som han använde i samband med utförlig forskning kring nedkylningen av gaser till flytande fas.

## Biografi
James Dewar föddes i Kincardine-on-Forth som den yngste av sex pojkar.  Han förlorade sina föräldrar vid 15 års ålder.  Han utbildades vid Dollar Academy och University of Edinburgh. År 1875 blev Dewar professor vid University of Cambridge och 1877 medlem av Londons Royal Institution.
År 1867 beskrev Dewar flera kemiska formler för bensen.  Olyckligtvis kallas en av formlerna, som inte korrekt representerar bensen och som inte framfördes av Dewar, ibland fortfarande dewarbensen.
Dewar var särskilt intresserad av atom- och molekylärspektroskopi, och forskade i dessa fält över i över 25 år.
År 1891 upptäckte han en process som gjorde det möjligt att framställa flytande syre i industriella mängder. Han utvecklade en isolerande flaska, termosen, för att studera lågtemperatursfenomen hos gaser. Han använde också dewartermosar för att transportera flytande gaser som väte. År 1905 observerade han att kallt träkol kunde producera ett vakuum. Denna teknik blev väldigt användbar för atomfysiska experiment.
Tillsammans med Frederick Abel utvecklade Dewar kordit, ett rökfritt alternativ till krut.
Dewar dog i London 1923, och kremerades vid Golders Green.

## Eftermäle
Nedslagskratern Dewar på månen och asteroiden 9420 Dewar har namngivits till hans ära.

## Utvalda skrifter
- Collected Papers on Spectroscopy, G. D. Liveing and J. Dewar, Cambridge University Press, 1915